# White Diamond
White Diamond: A Personal Portrait of Kylie Minogue es una película documental de 2007, dirigido y producido por William Baker. White Diamond fue filmado entre agosto del 2006 y marzo del 2007 en Australia y el Reino Unido siguiendo a la cantante australiana durante su regreso en el Showgirl: Homecoming Tour, que originalmente fue abandonado en el 2005, en Sídney, cuando Kylie fue diagnosticada con cáncer de mama. 
El documental representa el regreso de Kylie a los escenarios, presenta su recuperación del cáncer, todo lo que ocurrió al momento de montar el nuevo espectáculo, escenas entre bambalinas, con comentarios con parte del equipo de la gira, Dannii y Bono de U2. "Para mucha gente, Neighbours, Michael Hutchence, pantalones cortos dorados y cáncer es igual a Kylie," Baker sugiere al inicio de White Diamond. "Yo quiero romper con eso".

## Documental
El 17 Mayo del 2005, Kylie Minogue fue forzada a cancelar sus presentaciones en Australia del Showgirl Tour después de que fue diagnosticada con cáncer de mama. Esta es la historia de su "Regreso a casa". Así es la introducción del documental.
White Diamond se inicia con imágenes de Kylie y Baker hablando sobre el cómo se trabajará el documental, se planeaba originalmente hacer un documental breve para integrarlo en el DVD, pero después surgió la idea del largometraje para mostrarlo en cines en los lugares donde fue grabado.

## Preestreno en cines
La premier de White Diamond se llevó a cabo en el Reino Unido el 16 de octubre de 2007 en todos los VUE Cinema localizados en todo el país, proyectado como evento de sólo una noche. Minogue asistió a la premier en el "Leicester Square VUE Cinema" de Londres. Minogue llegó con un vestido dorado con diamantes valorado en más de un millón de dólares en pedrería, vestido diseñado por la firma Dolce&Gabbana. Kylie fue acompañada por su hermana Dannii y el actor Rupert Everett.
Similar, en Australia fue proyectado solo por una noche en los Village Cinemas el 19 de octubre y en Nueva Zelanda en SKYCITY Cinemas el 16 de noviembre.

## Edición del DVD
White Diamond fue editado en DVD, el 10 de diciembre de 2007 en el Reino Unido con un paquete de 2 discos, el segundo de ellos es el Showgirl: Homecoming Tour.
El DVD sólo incluye como extras el dúo de Dannii y Kylie de la canción "Kids" en Melbourne el 16 de diciembre de 2006, y cinco canciones reeditadas del concierto filmado en Londres en el Earl's Court el 6 de mayo de 2005.
El DVD alcanzó el número tres en la lista mexicana de los 10 DVD más vendidos.

## Música del Documental
| CANCIÓN                             | INTERPRETE                     | ESCRITOR(ES)                                          |
| ----------------------------------- | ------------------------------ | ----------------------------------------------------- |
| "White Diamond (Film version)"      | Kylie Minogue                  | Minogue, Babydaddy, Jake Shears                       |
| "Finer Feelings"                    | Kylie Minogue                  | Mike Stock, Pete Waterman                             |
| "Sometime Samurai"                  | Towa Tei y Kylie Minogue       | Towa Tei, Minogue                                     |
| "Tears"                             | Kylie Minogue                  | Minogue, Dave Ball, Ingo Vauk                         |
| "I Believe In You"                  | Kylie Minogue                  | Minogue, S. Hoffman, J. Sellards                      |
| "Burning Up"                        | Kylie Minogue                  | Greg Fitzgerald, Tom Nicholls                         |
| "Vogue"                             | Kylie Minogue                  | Madonna, Pettibone                                    |
| "Being Boring"                      | Pet Shop Boys                  | Tennant, Lowe                                         |
| "Rent"                              | Liza Minnelli                  | Tennant, Lowe                                         |
| "Lovesong"                          | The Cure                       | Smith, Gallup, Thomson, Williams, Tolhurst, O'Donnell |
| "Made In Heaven (Film version)"     | Kylie Minogue                  | Stock, Aitken & Waterman                              |
| "Kids"                              | Kylie Minogue y Bono           | Robbie Williams, Guy Chambers                         |
| "Losing My Mind"                    | Liza Minnelli                  | Stephen Sondheim                                      |
| "Try Your Wings"                    | Kylie Minogue                  | Michael Barr, Dion McGregor                           |
| "Je t'aime... moi non plus"         | Kylie Minogue                  | Serge Gainsbourg                                      |
| "Dreams"                            | Kylie Minogue                  | Minogue, Steve Anderson, David Seaman                 |
| "Can't Get You Out of My Head"      | Kylie Minogue y José González  | Cathy Dennis, Rob Davis                               |
| "You Are There"                     | Kylie Minogue y Steve Anderson | Dave Frishberg, Johnny Mandel                         |
| "Somewhere Over The Rainbow"        | Kylie Minogue                  | Harold Arlen, E.Y. Harburg                            |
| "Come Into My World"                | Kylie Minogue                  | Cathy Dennis, Rob Davis                               |
| "Alone Again"                       | Kylie Minogue                  | Madonna, Rick Nowels                                  |
| "Light Years"                       | Kylie Minogue                  | Minogue, Julian Gallagher, Richard Stannard           |
| "Turn It Into Love"                 | Kylie Minogue                  | Stock, Aitken & Waterman                              |
| "Diamonds Are A Girl's Best Friend" | Kylie Minogue                  | Leo Robin, Jule Styne                                 |

- Datos: Q2733930